# Хуб Ротенгатер
Хуб Ротенгатер (на нидерландски: Huub Rothengatter) е бивш пилот от Формула 1. Роден на 8 октомври 1954 година в Бюсюм, Нидерландия.

## Формула 1
Хуб Ротенгатер прави своя дебют във Формула 1 в Голямата награда на Канада през 1984 година. В световния шампионат записва 30 състезания като не успява да спечели точки.